# 180739 Barbet
180739 Barbet è un asteroide della fascia principale. Scoperto nel 2004, presenta un'orbita caratterizzata da un semiasse maggiore pari a 2,8127938 UA e da un'eccentricità di 0,0908446, inclinata di 5,84798° rispetto all'eclittica.
L'asteroide è dedicato a Alix Barbet, archeologa e ingegnere.